# Bolesława Lament
Bolesława Maria Lament, M.S.F. (3. července 1862, Łowicz – 29. ledna 1946, Bělostok) byla polská římskokatolická řeholnice, zakladatelka a členka kongregace Misijních sester Svaté rodiny. Katolická církev ji uctívá jako blahoslavenou.

## Život
Narodila se v Łowiczi dne 3. července 1862 jako nejstarší z osmi dětí Martina Lamenta a Lucie Cyganowské. Tři z jejích sourozenců zemřeli v dětském věku. V dětství byla velmi náročná.
Byla vychovávána v atmosféře neustálého popírání křesťanské víry a kvůli své silné víře byla často diskriminována. Školu absolvovala s vyznamenáním. Ve Varšavě se vyučila švadlenou, načež de vrátila do svého rodného města, aby si se svou sestrou Stanislavou otevřela krejčovství. V roce 1884 se rozhodla pro zasvěcený život, pročež vstoupila do kongregace Sester františkánek Mariiny rodiny. Poté sloužila jako švadlena a učitelka v několika řeholních domech kongregace po celém Polsku, například v Oděse. Měla však pochybnosti o svém povolání, pročež se v roce 1893, před složením řeholních slibů, vrátila domů.
Po návratu domů se věnovala péči o bezdomovce a poté se na zhruba deset let přestěhovala do Varšavy, kde se sestrou Marií otevřela další krejčovství, aby uživila sebe i své sourozence. Právě zde se setkala s bl. Honoratem Koźmińským, který se stal jejím duchovním vůdcem. Nedlouho poté se stala ředitelkou útulku pro bezdomovce. Roku 1894 zemřel její otec při epidemii cholery a ona se musela finančně postarat o své sourozence a matku. Smrt jejího bratra seminaristy v roce 1900 v ní oživila touhu po návratu k řeholnímu životu. Brzy poté se přestěhovala do jiného města, aby se lépe naučila tkaní. Přibližně v této době se stala členkou III. řádu svatého Františka.
V říjnu roku 1905 shromáždila skupinu stejně smýšlejících žen a založila novou ženskou řeholní kongregaci Misijních sester Svaté rodiny, do které spolu s nimi sama vstoupila. Jí založená kongregace se poté rychle rozšířila po celém Polsku. V roce 1907 se spolu s dalšími přestěhovala do Petrohradu, aby rozšířila kongregaci v Rusku. Působila zde až do roku 1921, kdy byla kvůli vypuknutí velké říjnové revoluce nucena odejít. V letech 1925–1935 žila v řeholním domě v Ratowě, než v roce 1935 rezignovala na funkci generální představené své kongregace kvůli zhoršujícímu se zdraví. Zbytek života strávila v Bělostoku, kde mj. iniciovala otevření dvou mateřských škol. Období druhé světové vály bylo pro ni a pro její kongregaci velmi těžké. Roku 1941 ochrnula a byla upoutána na lůžko.
Zemřela dne 29. ledna 1946 v Bělostoku. Její statky jsou uloženy v kostele sv. Antonína při řeholním domě v Ratowě. Po její smrti se jí založená kongregace rozšířila o nové členky i řeholní domy v mnoha zemích.

## Úcta
Její beatifikační proces započal dne 5. dubna 1975, čímž obdržela titul služebnice Boží. Dne 22. ledna 1991 jej papež sv. Jan Pavel II. podepsáním dekretu o jeho hrdinských ctnostech prohlásil za ctihodného. Dne 14. května 1991 byl uznán zázrak na její přímluvu, potřebný pro její blahořečení.
Blahořečena pak byla dne 5. června 1991 v Bělostoku papežem sv. Janem Pavlem II. během jeho apoštolské návštěvy Polska.
Její památka je připomínána 29. ledna. Bývá zobrazována v řeholním oděvu.